# Mladen Petrić
Mladen Petrić (Brčko, Bosnia Herzegovina, 1 de enero de 1981), exfutbolista croata, nacido en Bosnia y naturalizado por el país de Croacia. Jugó de delantero, su último equipo fue el Panathinaikos FC de Grecia.
Se hizo famoso internacionalmente como futbolista al marcar el tercer y definitivo gol de Croacia en la Clasificación para la Eurocopa 2008 ante Inglaterra en el Nuevo Wembley. El 2-3, eliminó a los ingleses del torneo de selecciones.

## Selección nacional
Fue internacional con la selección de fútbol de Croacia, en 45 partidos internacionales anotando 13 goles. Petrić formó parte del plantel croata que disputó la Eurocopa 2008.

## Clubes
| Club              | País       | Año       |
| ----------------- | ---------- | --------- |
| FC Baden          | Suiza      | 1998-1999 |
| Grasshoppers      | Suiza      | 1999-2004 |
| FC Basel          | Suiza      | 2004-2007 |
| Borussia Dortmund | Alemania   | 2007-2008 |
| Hamburgo SV       | Alemania   | 2008-2012 |
| Fulham FC         | Inglaterra | 2012-2013 |
| West Ham United   | Inglaterra | 2013-2014 |
| Panathinaikos FC  | Grecia     | 2014-2016 |